# Jorge da Silva
Jorge Orosmán da Silva Echeverrito (Montevideo, 1961. december 11. – ) uruguayi válogatott labdarúgó, csatár és edző.

## Pályafutása

### Klubcsapatban
1977-ben a Fénixben kezdte a pályafutását, de még abban az évben a Danubióhoz igazolt. 1978 és 1982 között a Defensor Sportingban játszott. 1982-től 1987-ig Spanyolországban szerepelt. 1982 és 1985 között a Real Valladolid, 1985 és 1987 között az Atlético Madrid játékosa volt. 1987 és 1988 között a River Plate csapatát erősítette. 1989 és 1990 között Chilében játszott a Palestino együttesénél. 1991-től 1994-ig a kolumbiai América Caliban szerepelt, melynek tagjaként 1990-ben és 1992-ben bajnoki címet szerzett. 1995-ben a Millonarios játékosa volt. 1997-ben a Defensor Sportingban fejezte be a pályafutását.   

### A válogatottban
1982 és 1993 között 26 alkalommal szerepelt az uruguayi válogatottban és 6 gólt szerzett. Részt vett az 1986-os világbajnokságon és az 1993-as Copa Américán.

## Sikerei

### Játékosként
Real Valladolid
- Spanyol ligakupagyőztes (1): 1984

Atlético Madrid
- Spanyol szuperkupagyőztes (1): 1985

América Cali
- Kolumbiai bajnok (2): 1990, 1992

### Edzőként
Defensor Sporting
- Uruguayi bajnok (3): 2007–08; Apertura 2007, Clausura 2009

Peñarol
- Uruguayi bajnok (2): 2012–13; Apertura 2012

En-Naszr
- Szaúd-arábiai bajnok (1): 2014–15

Egyéni
- Pichichi-trófea (1): 1983–84